# Neive
Neive ist eine italienische Gemeinde in der Provinz Cuneo (CN), Region Piemont, ist Mitglied der Vereinigung I borghi più belli d’Italia (Die schönsten Orte Italiens) und ist Träger der Bandiera Arancione des TCI.

## Lage und Einwohner
Neive liegt rund 70 km nordöstlich von der Provinzhauptstadt Cuneo entfernt, an der Grenze zur Provinz Asti in der Weinbaulandschaft Langhe. Das Gemeindegebiet umfasst eine Fläche von 21 km² und hat 3236 Einwohner (Stand 31. Dezember 2023). Zur Gemeinde gehören auch die Dörfer und Weiler Albesani, Balluri, Bordini, Bricco di Neive, Casasse, Cottà, Gallina, Moretta, Pallareto, Pastura, Serraboella, Serracapelli, Starderi und Serragrilli.
Die Nachbargemeinden sind Barbaresco, Castagnito, Castagnole delle Lanze, Coazzolo, Magliano Alfieri, Mango, Neviglie und Treiso.

## Geschichte
Der Ortsname erscheint in der mittelalterlichen Dokumentation in der Form „Nevee“, abwechselnd mit „Nivee“. Dies rechtfertigt auch die ältere Wiedergabe „Nevie“, die jedoch auf das edle lateinische NEVIUS zurückgehen könnte.
Der Ursprung der Siedlung liegt in der Antike, wahrscheinlich in der Römerzeit, wie die Entdeckung zahlreicher Grabsteine aus dieser Zeit in der Gegend nahelegt. Im Mittelalter war es den Aleramici unterworfen, dann wurde es von Alba und Asti beansprucht und schließlich ging es an 1531 die Familie Savoy über. Nach einer neuen Periode der französischen Herrschaft kehrte es 1560 mit Herzog Emanuele Filiberto endgültig an die Savoyer zurück. Erst in der Mitte des 17. Jahrhunderts wurde Neive im Zuge einer allgemeinen Reform der Provinzen des Herzogtums von der Provinz Asti getrennt und der neu gegründeten Provinz Alba zugeteilt. Nach dem napoleonischen Feldzug in Italien und der Gründung der Cisalpinischen Republik erhielt es im Jahr 1800 die Anerkennung als Gemeinde.
Neive hat seit 1865 einen Bahnhof an der Bahnstrecke Alessandria–Cavallermaggiore. Ab der Fahrplanänderung vom 17. Juni 2012 wurde der Personenverkehr zwischen Alessandria und Alba von der Region Piemont eingestellt. Zwischendurch wurden aber touristische Fahrten durchgeführt. Die Strecke Asti-Alba wurde ab dem 11. September 2023 offiziell wieder für den regulären Betrieb freigegeben und die Haltestelle Neive wird wochentags wieder von 6 täglichen Zugpaaren bedient.
Zu den historisch-architektonischen Zeugnissen zählen die Burg, die um das Jahr 1000 von den örtlichen Herren erbaut wurde, die Pfarrkirche St. Peter und Paul, spätbarocken Ursprungs, reich an Stuckaturen aus dem 18. Jahrhundert; die Bruderschaft San Michele im Barockstil und die Kirche San Rocco. Der Palast der Grafen Cocito aus dem 18. Jahrhundert, in dessen Inneren sich wertvolle Fresken befinden und die Kirche Santa Maria del Piano aus dem 12. Jahrhundert sind ebenso historisch wertvolle Bauten.

## Bildgalerie

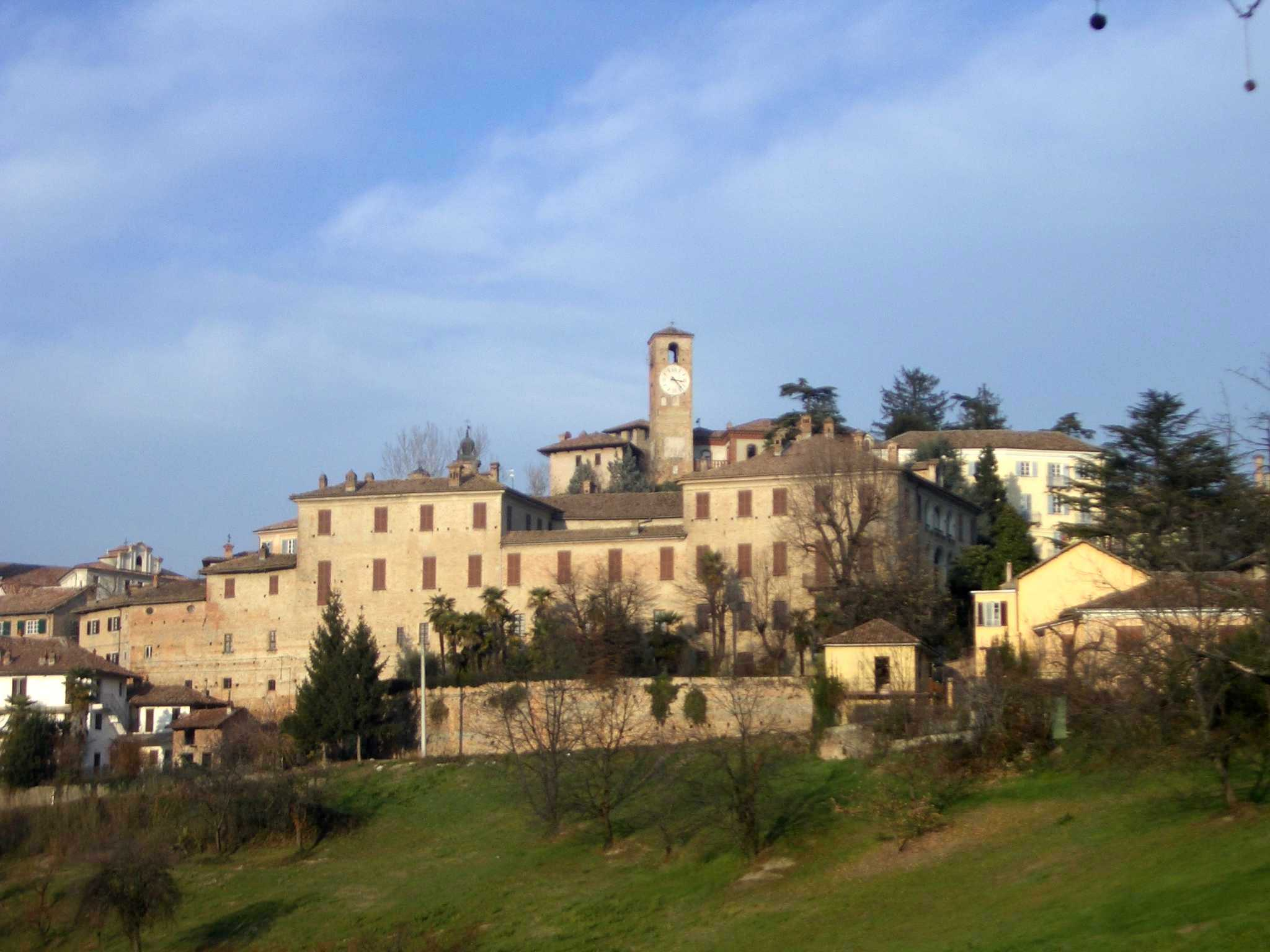
Panorama
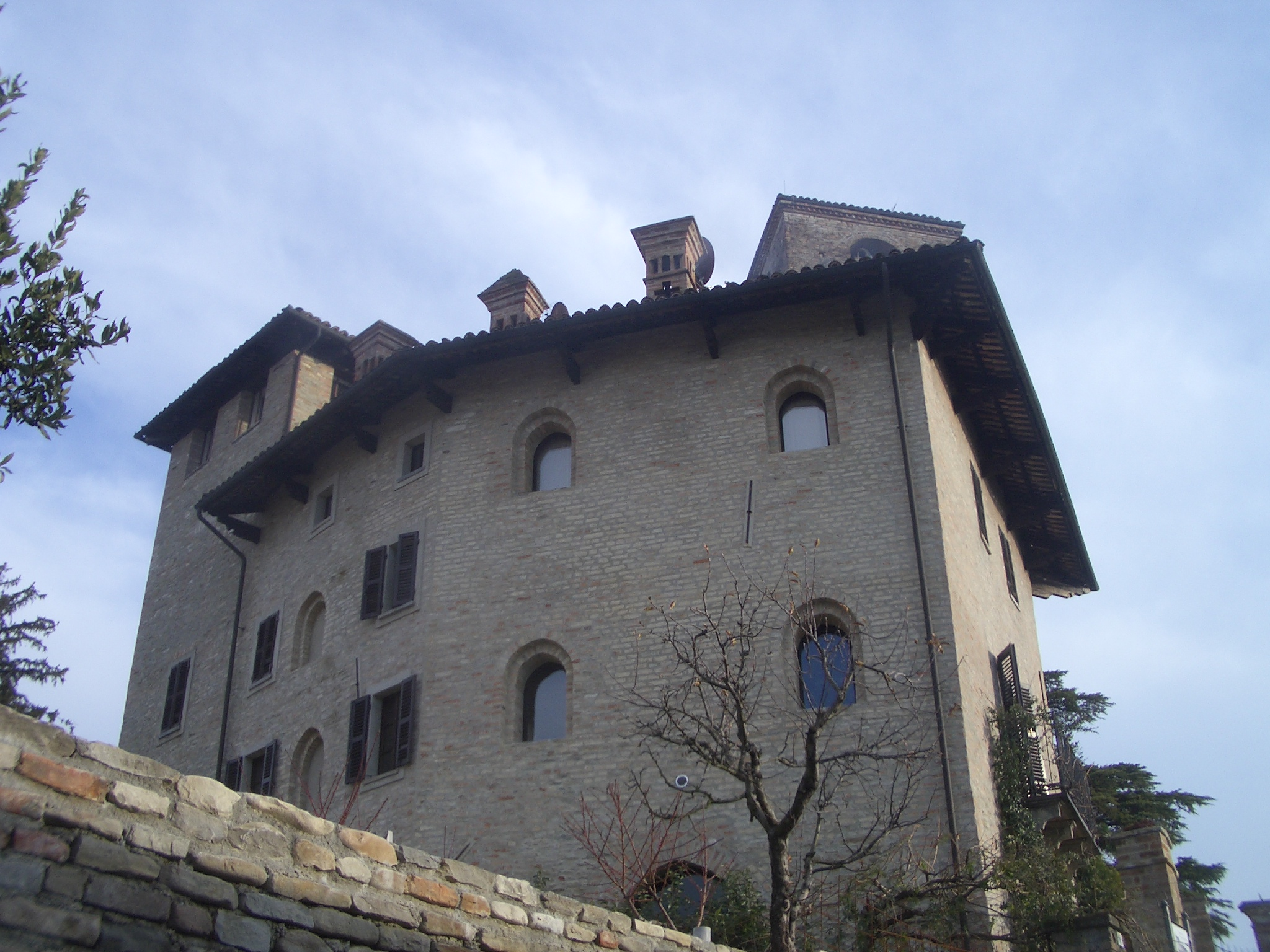
Casaforte dei Conti Cotti di Ceres
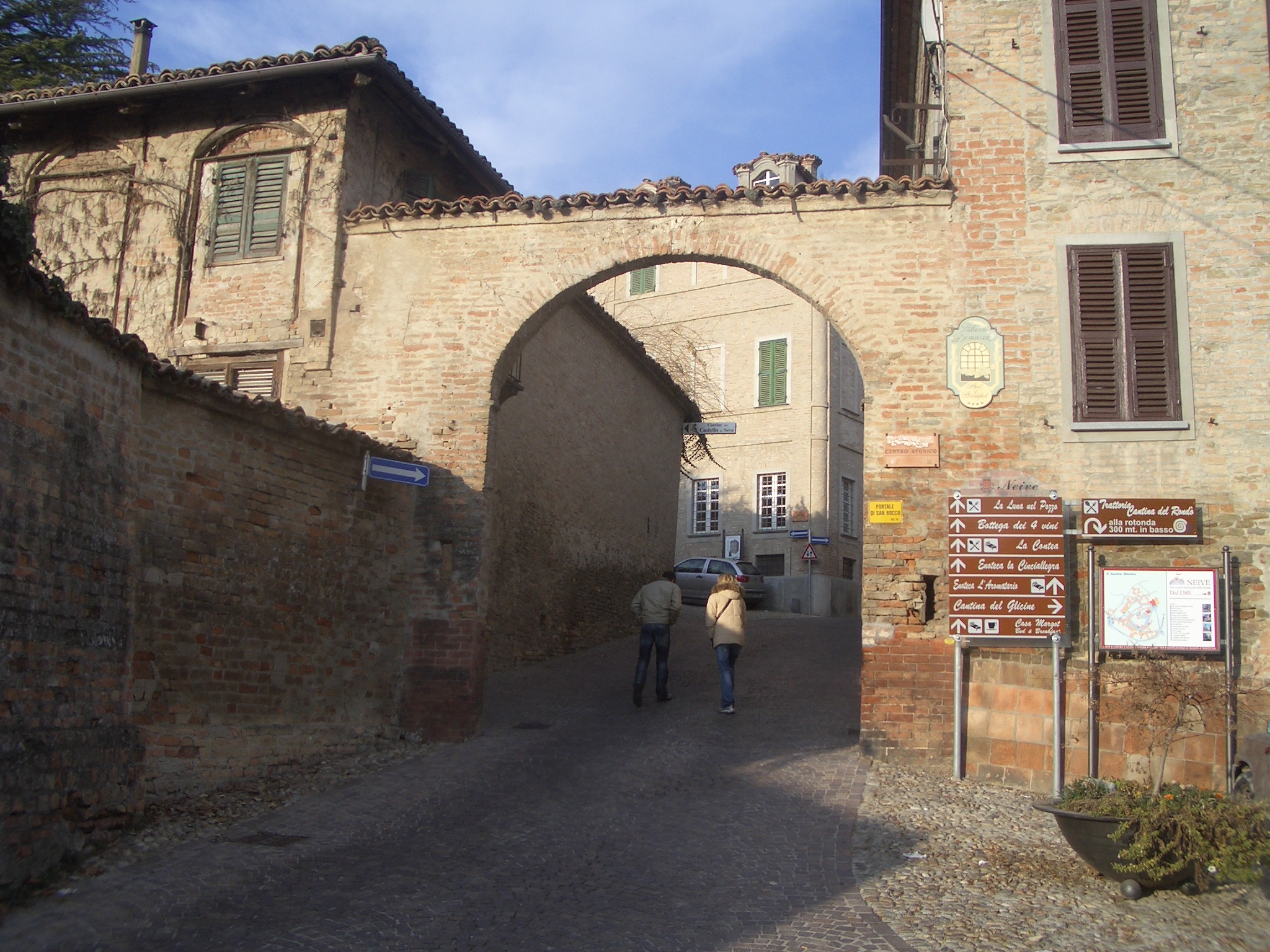
Porta di San Rocco
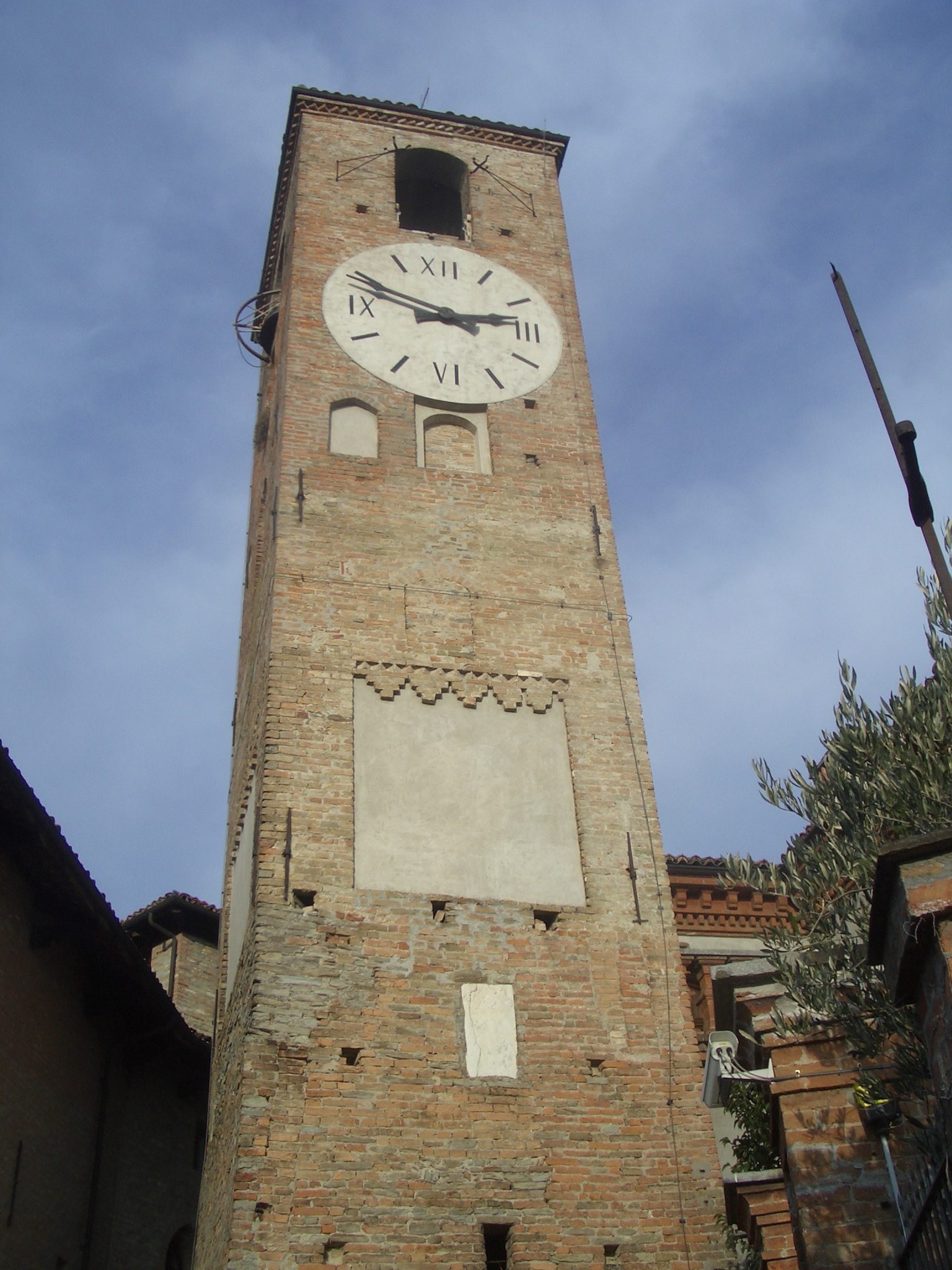
Glockenturm
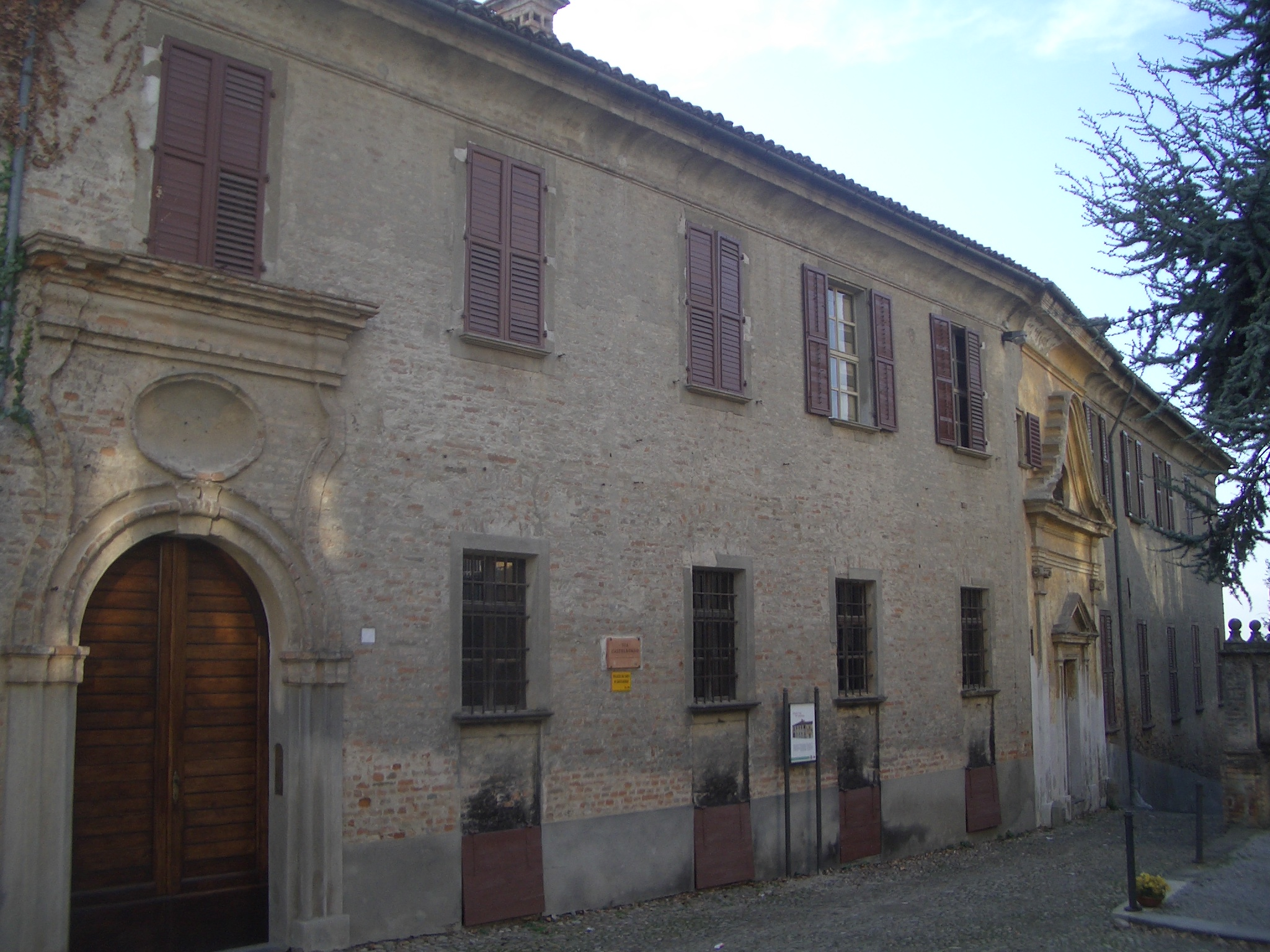
Palazzo Conti di Castelborgo
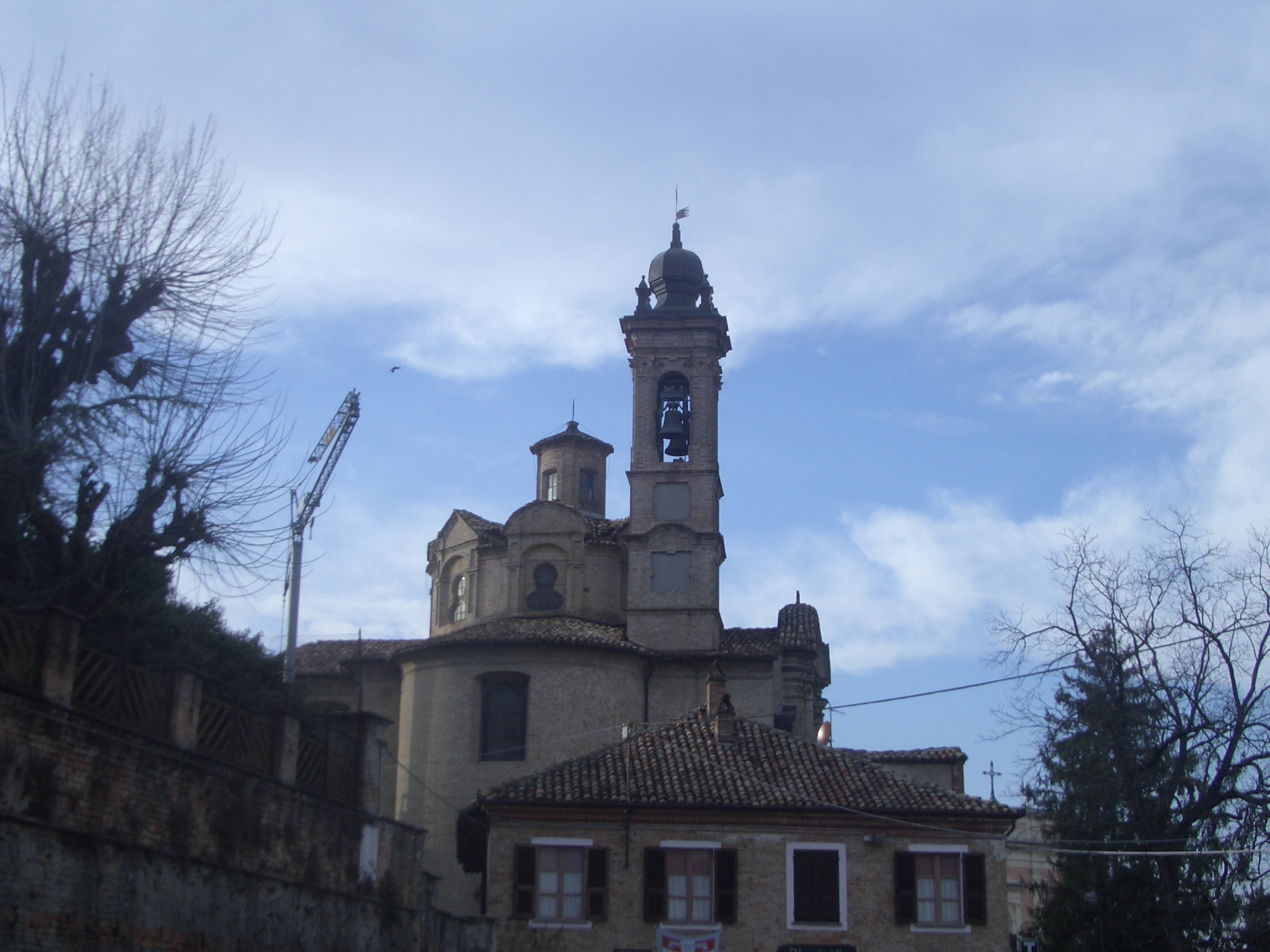
Erzbruderschaft di S. Michele
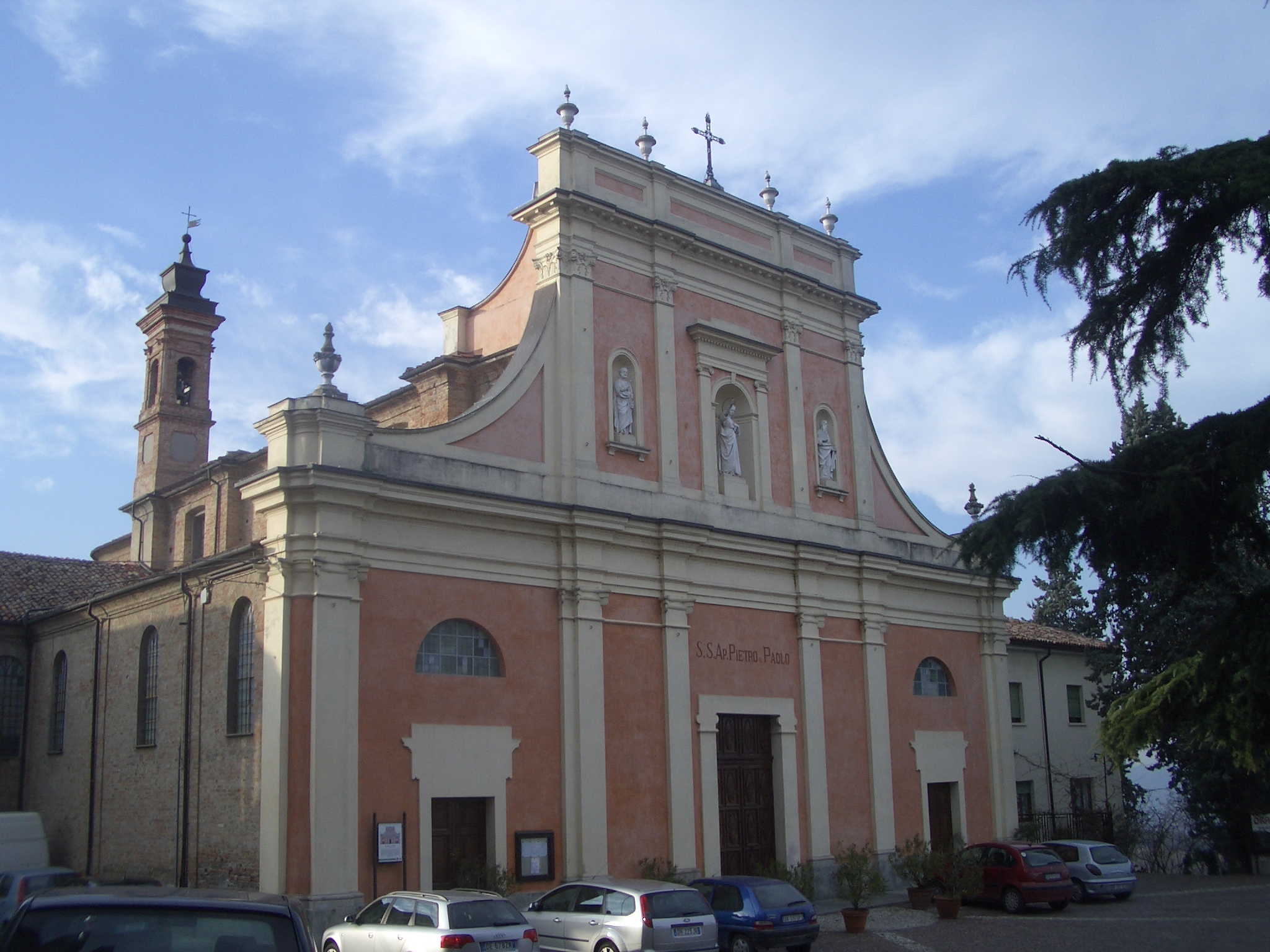
Kirche der Heiligen Peter und Paul
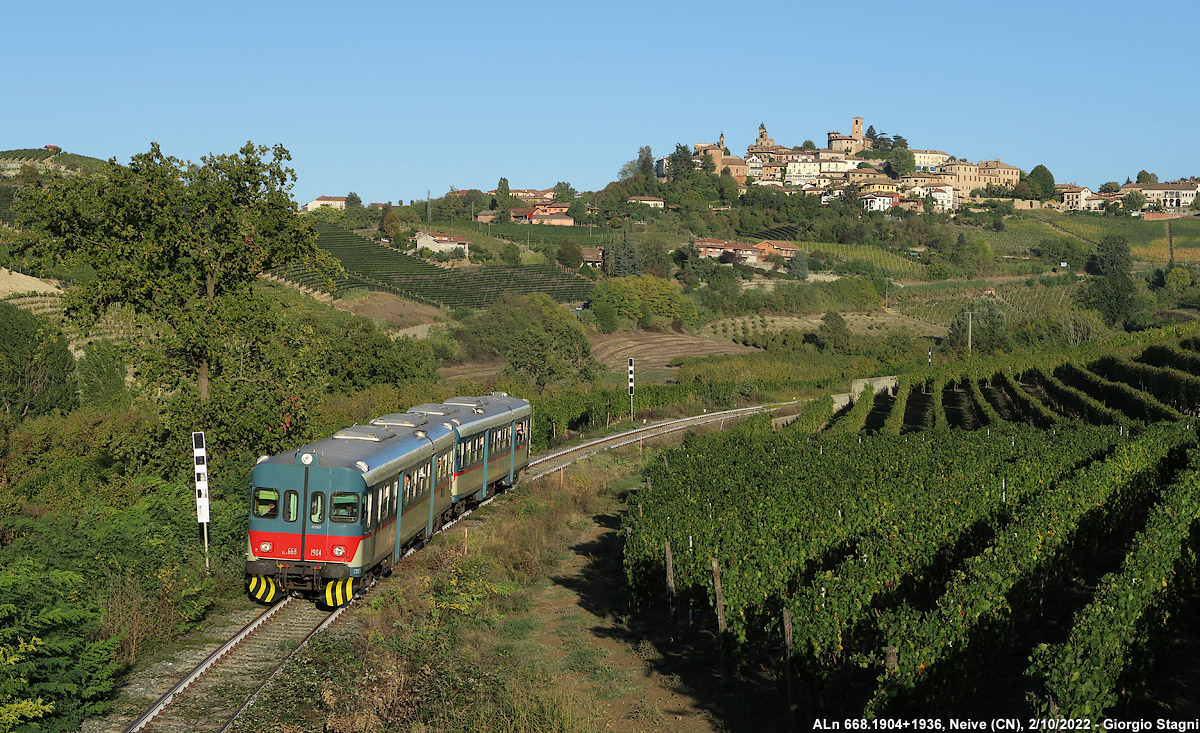
Bahnstrecke mit Blick auf Neive

## Kulinarische Spezialitäten
In Neive werden Reben für den Dolcetto d’Alba, einen Rotwein mit DOC Status angebaut. Die Gelbe Muskateller-Rebe für den Asti Spumante, einen süßen DOCG-Schaumwein mit geringem Alkoholgehalt sowie für den Stillwein Moscato d’Asti wird hier ebenfalls angebaut.

## Gemeindepartnerschaft
- Paladru, Département Isère, seit 2002